# Eleições estaduais em Minas Gerais em 1960
As eleições estaduais em Minas Gerais em 1960 aconteceram em 3 de outubro como parte das eleições gerais em nove estados cujos governadores exerciam um mandato de cinco anos. No presente caso foram eleitos o governador Magalhães Pinto, o vice-governador Clóvis Salgado da Gama e o senador Nogueira da Gama.
Nascido em Santo Antônio do Monte, o advogado Magalhães Pinto viveu em Formiga e Juiz de Fora até o ingresso no Banco do Estado de Minas Gerais antes de trabalhar junto ao Banco Real no Rio de Janeiro. Presidente da Associação Comercial de Minas Gerais e da Federação de Comércio de Minas Gerais, fez incursões no ramo da siderurgia e assumiu a presidência do Sindicato Nacional dos Exportadores de Ferro e Metais Básicos. Formado pela Universidade Federal de Minas Gerais, assinou o Manifesto dos Mineiros em oposição ao Estado Novo. Por retaliação foi afastado das atividades que exercia e em 1944 fundou o Banco Nacional. Membro fundador da UDN, elegeu-se deputado federal em 1945 e sob a condição de constituinte assinou a Carta Magna de 1946. Durante a passagem de Milton Campos pelo governo mineiro após as eleições de 1947 foi secretário de Fazenda. Reeleito deputado federal em 1950, 1954 e 1958, assumiu a presidência nacional da UDN no ano seguinte e em 1960 foi eleito governador de Minas Gerais. O mandato de Magalhães Pinto à frente do Executivo mineiro foi marcado pela sua participação na queda do presidente João Goulart e a subsequente instauração do Regime Militar de 1964, o qual apoiou.
Formado pela Universidade Federal do Rio de Janeiro, o médico Clóvis Salgado da Gama nasceu em Leopoldina. Após sua graduação voltou à cidade natal como fundador do jornal Nova Fase. Membro da Aliança Liberal, apoiou Getúlio Vargas à presidência da República, mas em solidariedade ao ex-presidente Artur Bernardes, seu correligionário no Partido Republicano Mineiro, fixou-se na oposição à Era Vargas após a Revolução de 1930. Professor da Faculdade de Medicina da Universidade Federal do Rio de Janeiro, lecionou também na Universidade de Minas Gerais, onde dirigiu o Hospital das Clínicas. Organizador da Cruz Vermelha em solo mineiro em 1942, filiou-se ao PR nos estertores do Estado Novo e em 1950 elegeu-se vice-governador na chapa de Juscelino Kubitschek. Em 31 de março de 1955 assumiu o governo quando o titular renunciou. Eleito presidente naquele mesmo ano, Kubitschek nomeou Clóvis Salgado da Gama seu ministro da Educação, cargo do qual se afastou para disputar um segundo mandato de vice-governador de Minas Gerais, cargo para o qual foi eleito em 1960.
Por fim houve a convocação de eleições para senador mediante o falecimento de Lima Guimarães. Neste caso o vitorioso foi o advogado Nogueira da Gama. Nascido em Cataguases, formou-se na Universidade Federal do Rio de Janeiro e foi procurador interino no Rio de Janeiro. Após prestar serviços advocatícios ao Banco do Brasil, foi chefe de gabinete de Osvaldo Aranha no Ministério da Fazenda durante o segundo governo Getúlio Vargas. Jornalista e professor, trabalhou em órgãos como a Caixa de Mobilização Bancária e o Conselho Nacional do Petróleo. Eleito deputado federal via PTB em 1954 e 1958, obteve uma vaga de senador em 1960.

## Resultado da eleição para governador
Segundo o Tribunal Superior Eleitoral houve 1.500.577 votos nominais (86,82%), 157.992 votos em branco (9,14%) e 69.886 votos nulos (4,04%) resultando no comparecimento de 1.728.455 eleitores.
| Candidatos a governador do estado | Candidatos a vice-governador | Número | Coligação         | Votação | Percentual |
| --------------------------------- | ---------------------------- | ------ | ----------------- | ------- | ---------- |
| Magalhães Pinto UDN               | Ver abaixo -                 | -      | UDN, PRT, PL      | 760.427 | 50,68%     |
| Tancredo Neves PSD                | Ver abaixo -                 | -      | PSD, PR, PTB, PSB | 680.539 | 45,35%     |
| José Ribeiro Pena PSP             | Ver abaixo -                 | -      | PSP, PDC, PST     | 59.611  | 3,97%      |

## Resultado da eleição para vice-governador
Segundo o Tribunal Superior Eleitoral houve 1.137.412 votos nominais.
| Candidatos a vice-governador | Candidatos a governador do estado | Número | Coligação           | Votação | Percentual |
| ---------------------------- | --------------------------------- | ------ | ------------------- | ------- | ---------- |
| Clóvis Salgado da Gama PR    | Ver acima -                       | -      | PR, PST             | 500.830 | 44,03%     |
| San Tiago Dantas PTB         | Ver acima -                       | -      | PTB (sem coligação) | 304.395 | 26,76%     |
| José Maria Alkimim PDC       | Ver acima -                       | -      | PDC (sem coligação) | 198.028 | 17,41%     |
| Nelson Thibau PRT            | Ver acima -                       | -      | PRT (sem coligação) | 134.159 | 11,80%     |

## Resultado da eleição para senador
Segundo o Tribunal Superior Eleitoral houve 1.013.412 votos nominais.
| Candidatos a senador da República | Primeiro suplente de senador | Número | Coligação           | Votação | Percentual |
| --------------------------------- | ---------------------------- | ------ | ------------------- | ------- | ---------- |
| Nogueira da Gama PTB              | Ver abaixo -                 | -      | PTB (sem coligação) | 402.005 | 39,67%     |
| Darci Bessone PDC                 | Ver abaixo -                 | -      | PDC (sem coligação) | 244.920 | 24,17%     |
| Dilermando Cruz PR                | Ver abaixo -                 | -      | PR (sem coligação)  | 171.874 | 16,96%     |
| Lúcio Rennó PST                   | Ver abaixo -                 | -      | PST (sem coligação) | 122.872 | 12,12%     |
| Pedro Gomes de Oliveira PRT       | Ver abaixo -                 | -      | PRT (sem coligação) | 71.741  | 7,08%      |

## Resultado da eleição para suplente de senador
Segundo o Tribunal Superior Eleitoral houve 517.490 votos nominais.
| Primeiro suplente de senador | Candidatos a senador da República | Número | Coligação           | Votação | Percentual |
| ---------------------------- | --------------------------------- | ------ | ------------------- | ------- | ---------- |
| Castelar Guimarães PTB       | Ver acima -                       | -      | PTB (sem coligação) | 309.761 | 59,86%     |
| Teófilo Pires PR             | Ver acima -                       | -      | PR (sem coligação)  | 154.192 | 29,80%     |
| Acácio Correia Dollabela PRT | Ver acima -                       | -      | PRT (sem coligação) | 53.537  | 10,34%     |